# Kloster Marienkamp (Esens)

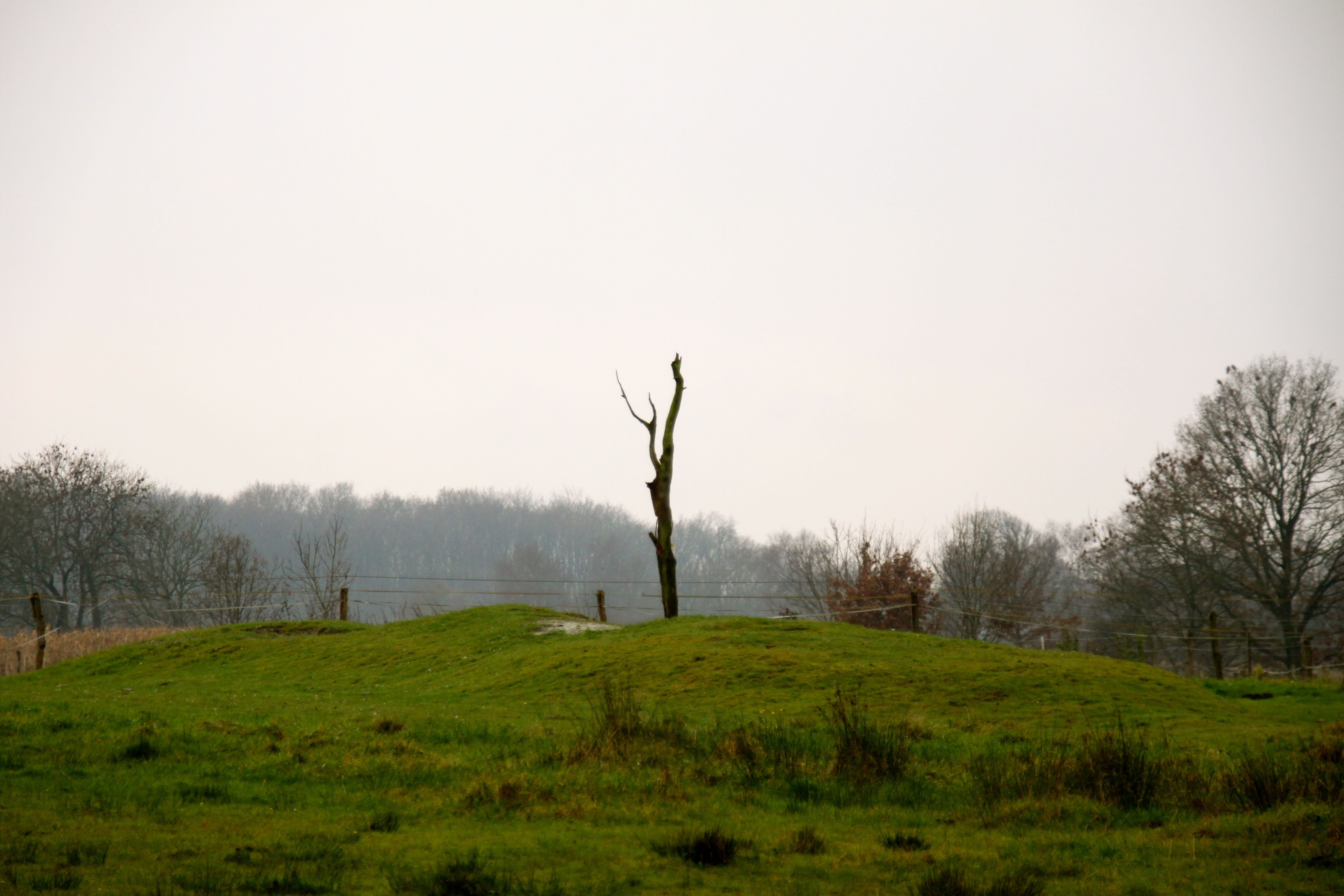
Die Klosterwüstung im Jahre 2012.

Das Kloster Marienkamp (ursprünglich: Esingfelde) ist ein ehemaliges Kloster auf dem Gebiet der Gemeinde Holtgast in Ostfriesland, das Benediktiner in einem Niedermoorgebiet südwestlich der Stadt Esens anlegten. Es wurde im Jahre 1420 in ein Augustiner-Chorherren-Stift umgewandelt. 1530 zerstörte Balthasar von Esens das Kloster, von dem heute keine baulichen Reste erhalten sind. Auch Archiv und Ausstattung sind, bis auf geringe Reste, weitgehend verloren gegangen.

## Geschichte
Es ist unbekannt, wann die Benediktiner das Kloster gründeten. Urkunden, die darüber Auskunft geben, fehlen bis dato. Spätere Überlieferungen schreiben die Stiftung dem Heiligen Hatebrand († 1198) zu, was bislang nicht erhärtet werden konnte. Er war Abt des Klosters Feldwirth (später als Oldekloster bezeichnet) bei Appingedam, welches als Mutterkloster der ostfriesischen Benediktinerklöster gilt. Marienkamp war, wie die anderen frühen Niederlassungen des Ordens in Ostfriesland, gemeinsam mit Kloster Pansath ein Doppelkloster, dessen Nonnen in Pansath lebten, während die Mönche in Marienkamp untergebracht waren. Ein Großteil von ihnen entstammte der einheimischen Bevölkerung.
Erstmals wird Marienkamp im Jahre 1235 erwähnt, befand sich zu diesem Zeitpunkt wahrscheinlich noch etwa fünf Kilometer südwestlich des späteren Standortes an Stelle des heute als Oldekloster bezeichneten Areals. Auffällig ist dabei die Namensgleichheit zum Mutterkloster. Oldekloster war ein bedeutendes Marienheiligtum, das während des Mittelalters alljährlich viele Wallfahrer anzog.
Vor 1420 muss Marienkamp an seinen heutigen Standort verlegt worden sein. Die Anlage in Oldekloster nutzten die Mönche anschließend als Filiale weiter. Im 15. Jahrhundert setzte offenbar eine Zeit des Niedergangs ein. Nach der Reformation schrieb der Esenser Pastor Hieronymus von Grest (Hieronymus Grestius) in seinen 1555 erschienenen Gesta Harlingiorum: „Mangel an Volk und mengelnde Güter zwangen die Benediktinerbrüder, Marienhof (Marienkamp) vor Esens aufzugeben. Dafür hat Wiebt Regulare verschrieben. Die sind nun ins Kloster gezogen. Mit Rechten und Gütern war er ihnen gewogen“.

### Umwandlung in ein Augustiner-Chorherren-Stift
Auf Drängen des Esenser Häuptlings Wibet von Stedesdorf und mit Unterstützung des Bremer Erzbischofs Johannes II. von Schlamstorf ging Marienkamp mit seiner Filiale Oldekloster und das gesamte benediktinische Eigentum im Raum Esens 1420 in den Besitz von Augustiner-Chorherren aus Kloster Frenswegen über. Dieses war das erste deutsche Kloster, das sich 1400 der Windesheimer Kongregation anschloss. Wibet hatte zuvor die Benediktinermönche aus Marienkamp nach Norden ins Kloster Marienthal vertrieben. Der Frenswegener Prior Henricus Loeder reformierte das Kloster Marienkamp anschließend. Dabei wurde das Kloster schließlich nach der neuen Schutzpatronin Maria von Esingfelde in „Marienkamp“ (Campus beate Marie) umbenannt. Marienkamp wurde in der Folgezeit das bedeutendste Kloster des Ordens in Ostfriesland, dem mehrere Klöster und Vorwerke im näheren und weiteren Umfeld unterstellt wurden.

### Blütezeit
Die neuen Besitzer betrieben die Niederlassungen in Margens, Oldekloster und Pansath als landwirtschaftliche Vorwerke von Marienkamp weiter. Ein weiteres Vorwerk bestand möglicherweise in Nyenhuus (vermutlich die spätere Domäne Schafhaus, die etwa 1,5 Kilometer vom Klosterareals entfernt liegt). Am Hauptsitz siedelten sich zunächst nur wenige Mönche an. Dies änderte sich erst, als Arnold von Crefeld im Jahre 1424 Prior wurde. Anschließend nahm das Kloster eine rasante wirtschaftliche Entwicklung. So ließ von Crefeld das von seinen Bewohnern verlassene Prämonstratenserkloster Sconamora aufkaufen und in eine weitere Außenstelle umwandeln. In anderen Vorwerken entstanden neue landwirtschaftliche Gebäude. In Oldekloster ließ der Prior einen neuen Chorraum errichten. Von Crefeld beendete zudem länger andauernde Streitigkeiten um Länderen mit dem Häuptling Wibet von Stedesdorf und dem Geistlichen von Oldendorf (heute im Meer versunken). Er starb mit 13 anderen Klosterbrüdern am 23. September 1431 an der Pest. Trotz der Seuche wuchs das Kloster kräftig. Im Jahre 1431 lebten in Marienkamp mehr als 100 Insassen, 1450 werden 36 Geistliche und über 100 Laienbrüder genannt. Im gleichen Jahr erfolgte die Inkorporation des zu dieser Zeit stark heruntergekommenen Prämonstratenser-Nonnen-Klosters Hopels sowie des Klosters Coldinne, das als Nonnenkloster weiterbetrieben wurde. Auf Initiative aus Marienkamp wurde in dieser Zeit zudem das Benediktiner-Kloster Sielmönken in ein Augustiner-Chorherren-Stift umgewandelt. Nachdem der Konvent 1484 Johannes von Bentheim zum Prior gewählt hatte, ließ dieser an den Chor in Marienkamp eine neue Kirche anbauen.

### Niedergang
Der Niedergang des Klosters begann bereits vor der Reformation. In den Kämpfen um die Vorherrschaft im Harlingerland, der Sächsische Fehde ließ der ostfriesische Graf Edzard I. das Kloster plündern. Alleine aus Marienkamp stahlen seine Truppen 210 Ochsen, 19 Kühe, 50 Schafe 19 Schweine und zahlreiche Wertgegenstände, weitere Tiere raubten die Ostfriesen in den Vorwerken Schoo und Margens. Im Zuge der weiteren Auseinandersetzungen mit den Grafen von Ostfriesland brannte der harlingerländische Häuptling, Junker Balthasar von Esens, Marienkamp im Jahre 1530 nieder und eignete sich dessen Güter an. Dabei wurden wohl auch das Archiv und die Bibliothek zerstört, die bis auf wenige Reste (bisher sind lediglich fünf in Marienkamp entstandene Handschriften bekannt) verschwunden sind. Von der Ausstattung des Klosters blieben lediglich Teile der Orgel erhalten, welche die St.-Bartholomäus-Kirche in Dornum übernahm. Von diesem Instrument sind nach dem Neubau von Gerhard von Holy bis heute einige Register erhalten geblieben. Die verbliebenen Mönche zogen nach der Zerstörung von Marienkamp nach Pansath, das Balthasar offenbar fünf Jahre später auflösen ließ. Auf der Wüstung entstand ein Hof, den die Landesherrn mit dem Grundbesitz in Erbpacht vergaben. Als Ostfriesland ab dem Jahre 1744 eine preußische Provinz wurde, ließen die neuen Eigner den Hof 1777 privatisieren. Im Jahre 1917 zerstörte ein Feuer den Hof, der danach nicht wieder aufgebaut wurde.

## Heutiger Zustand
Von Esens kommend liegt die mit alten Bäumen bewachsene Wurt (Warft) des Klosters etwa einen Kilometer südwestlich der Stadt südlich der Straße „Mühlenstrich“. Das ehemalige Klostergelände ist etwa 325 Meter lang, bis zu 140 Meter breit und maximal 1,5 Meter hoch. Vom Kloster haben sich keine Gebäude erhalten. Wie es einst ausgesehen hat, ist unklar. Ausgrabungen fanden bis dato nicht statt. Im Boden werden Fundamentreste von sieben großen Gebäuden vermutet. Heute erinnern nur noch Straßennamen (Marienkamper Straße oder Klosterweg) sowie Flurbezeichnungen (Münkenland – Mönchenland) und der Abtsstab im Holtgaster Gemeindewappen an die Existenz und Bedeutung des Klosters im späteren Mittelalter.

## Standort und Wirtschaftstätigkeit
Basis der Wirtschaftstätigkeit war der Grundbesitz des Klosters. Das Kloster lag auf einem sturmflutsicheren Geestrücken nahe Esens in der Gemeinde Holtgast. Im Süden befanden sich weite Wald- und Moorflächen sowie im Norden fruchtbare Marschböden im Besitz von Marienkamp. Auch verkehrlich war das Kloster gut angeschlossen. Der alte oldenburgisch-ostfriesische Handels- und Heerweg führte direkt an Marienkamp vorbei, das zudem mit dem Benser Tief über einen direkten Zugang zur offenen Nordsee verfügte.
Marienkamp besaß in Oldekloster ein Marienbildnis, zu dem die Gläubigen wegen angeblicher Wundertätigkeit Wallfahrten aus der ganzen Region unternahmen. Unter dem Zustrom der Menschen feierte die „Bruderschaft der seligen Jungfrau Maria“ um Pfingsten vier Tage lang mit Prozessionen. Begleitend dazu fand ein Jahrmarkt statt. Die Schenkungen der Pilger an Geld und Landbesitz sollen außerordentlich zahlreich und sehr reichhaltig gewesen sein. Zudem betrieb das Kloster eine Pferdemühle und später zudem eine Ständerwindmühle, die 1424 genannt wird. Sie sind die ersten urkundlich erwähnten Windmühlen Ostfrieslands.